# Stern (famiglia)
La famiglia Stern, originaria della Baviera e trapiantata in Italia, ha dato pittori e architetti che hanno operato in particolare a Roma. Il capostipite, Ignaz Stern, era un pittore che si trasferì in Italia per perfezionarsi nella sua arte. Si fermò prima a Bologna, dove fu allievo di Carlo Cignani, poi si stabilì con la famiglia a Roma.

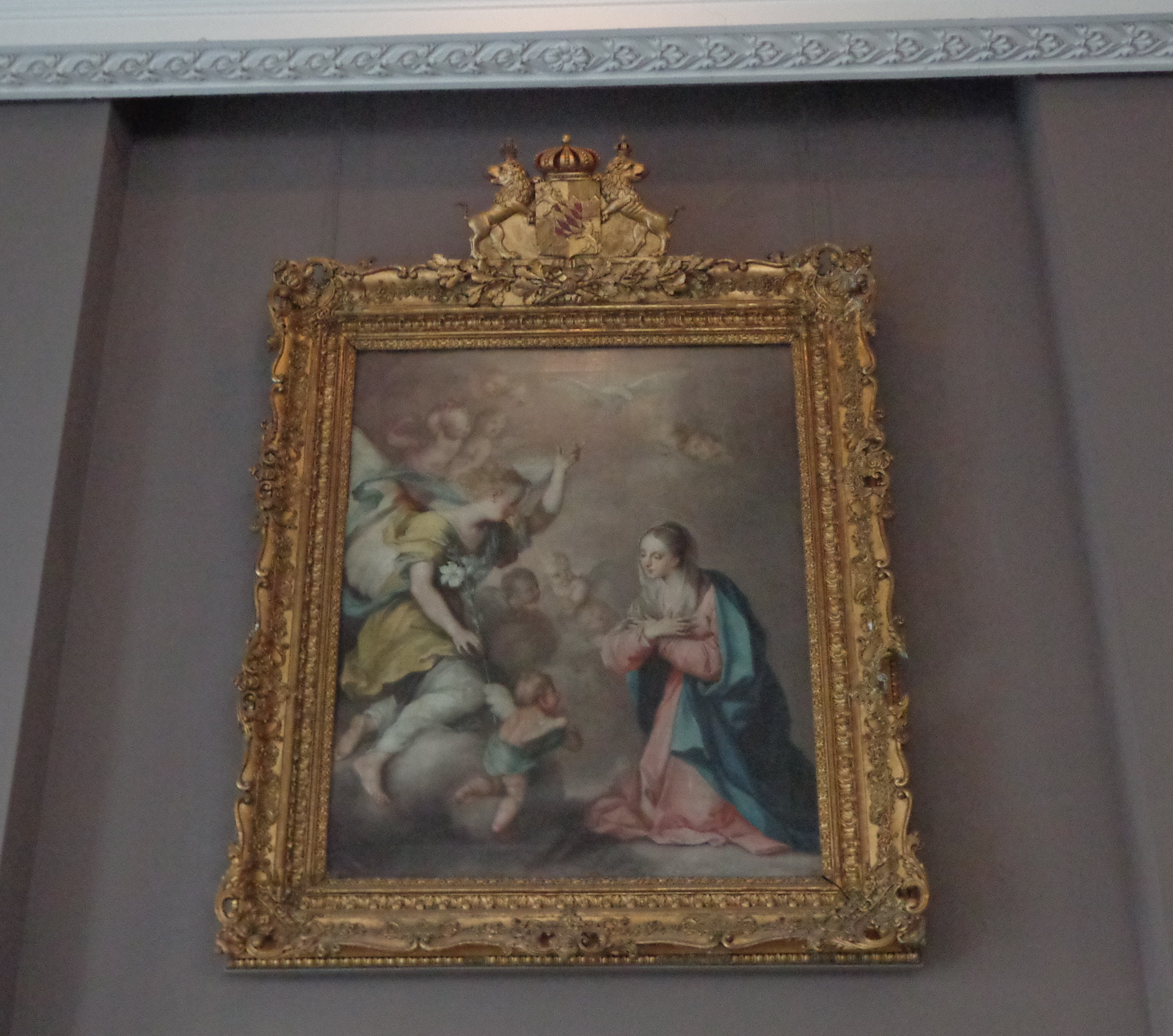
Ignaz Stern, Annunciazione (Cappella della clinica di Santa Barbara, Strasburgo)

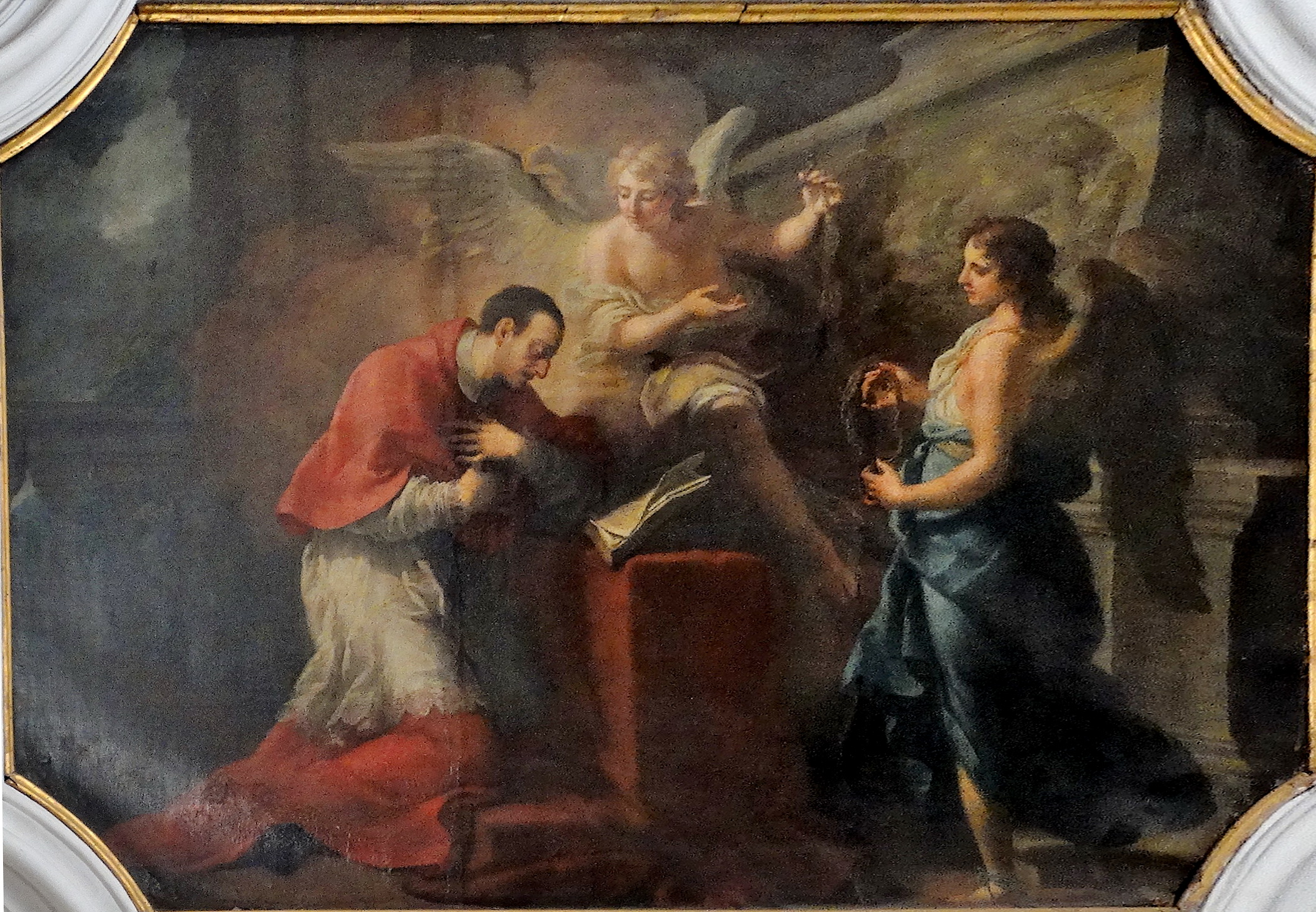
Ludovico Stern, "Carlo Borromeo in preghiera" (Chiesa di Santa Prassede, Roma)

## Descrizione e storia
- Ignaz Stern, pittore (Mauerkirchen, 1679 - Roma, 1748), italianizzato in Ignazio Stella. Molte sue opere sono rimaste in Emilia Romagna. Ha avuto quattro figli: Ignazio, Ludovico, Veronica e Maddalena.
- Ignazio Stern, pittore, (morto a Roma nel 1775), figlio di Ignaz. Sulla sua attività si hanno scarse notizie.
- Ludovico Stern, pittore (Roma, 1709 - Roma, 1777), figlio di Ignaz. Ebbe 10 figli, tra cui Vincenzo e Martino che furono pittori e Giovanni che divenne architetto. Esponente dell'ultima stagione del Barocco romano, ha lasciato sue opere a Palazzo Borghese, nella basilica di Santa Prassede, nella chiesa di San Lorenzo in Lucina, all'Accademia di San Luca.
- Veronica Stern, pittrice miniaturista, figlia di Ignaz.
- Maddalena Stern, figlia di Ignaz, sposò il pittore francese Claude Joseph Vernet.
- Giovanni Stern, architetto (Roma, 1734 - Roma, 1794), figlio di Ludovico, è stato uno dei più noti architetti del periodo neoclassico romano: ha progettato il Salone d'oro di Palazzo Chigi (1765-1767), decorandolo con motivi greco-romani e con fastosi arredi tardo-rococò. Su commissione del pontefice Clemente XIV, ha restaurato Villa Giulia, residenza fuori le mura di papa Giulio III.
- Vincenzo Stern, pittore, figlio di Ludovico.
- Martino Stern, pittore, figlio di Ludovico.
- Raffaele Stern, architetto (Roma, 1774 - Roma, 1820), figlio di Giovanni e nipote di Ludovico. Durante il breve Regno d'Italia progettò l'adattamento del Palazzo del Quirinale a Palazzo Imperiale, in vista dell'arrivo a Roma di Napoleone I che non giunse mai a Roma. Ha reintegrato parti perdute dell'Arco di Tito e del Colosseo. Ha progettato il Braccio Nuovo del Museo Chiaramonti, in Vaticano, valendosi della consulenza di Antonio Canova.
- Due nipoti Raffaele sono stati architetti.